# Kassandria
Kassandria (griechisch Κασσάνδρεια (f. sg.), ausgesprochen Kassándria; ältere Bezeichnung Valta Βάλτα, alternative Transkription Kassandreia; lateinisch Cassandreia) ist eine griechische Ortschaft auf der Halbinsel Kassandra (antiker Name: Pallene bzw. Pallini) in der Verwaltungsregion Zentralmakedonien. Sie ist die größte Ortschaft der Halbinsel Kassandra sowie der Gemeinde Kassandra, deren Verwaltungssitz sie ist. Der Name der Ortschaft wurde von der antiken Stadt (Polis) Kassandreia übernommen.
Die Stadt wurde 316 v. Chr. vom Diadochenkönig Kassander auf dem Gebiet der ehemaligen Stadt Potidaia (heute Nea Potidea) am Isthmus der Halbinsel Kassandra gegründet. Die Bevölkerung dieser Neugründung wurde größtenteils von den Einwohnern des vormaligen Potidaias und des von Philipp II. 348 v. Chr. zerstörten Olynths gestellt. Zur Zeit des Hellenismus war Kassandria eine der wichtigsten Städte Makedoniens. Während der römischen Kaiserzeit hatte die Stadt den Status einer römischen Kolonie nach italischem Recht (ius Italicum) und war somit weitestgehend von Abgaben befreit. Seit Augustus trug sie den Namen Colonia Iulia Augusta Cassandrensis. 539/40 wurde Kassandria, nun Teil des oströmischen Reiches, durch Slawen erobert und zerstört. Nach der Zerstörung verblieb Kassandria bis in das 10. Jahrhundert beim Byzantinischen Reich. Eroberungszüge des bulgarischen Zaren brachten auch Kassandria unter bulgarische Herrschaft. Mit der Niederlage des bulgarischen Zaren fiel Kassandria wieder an das byzantinische Reich. 1204 wurde Kassandria nach dem Fall von Konstantinopel im Vierten Kreuzzug Bestandteil des Königreichs Thessaloniki, eines Kreuzfahrerstaats. Dessen Hegemonie endete 1224 mit der Eroberung durch das Despotat Epirus. In den 1240er Jahren gelang dem byzantinischen Nachfolgestaat Kaiserreich von Nicäa die Eroberung der Chalkidiki und 1246 abschließend die Eroberung Thessalonikis. Anfang des 14. Jahrhunderts ließ sich die Katalanische Kompanie kurz in Kassandra und damit Kassandria nieder, bevor sie weiter in Richtung Herzogtum Athen zog und Kassandria wieder an das byzantinische Reich fiel. In der Mitte des 14. Jahrhunderts konnte der serbische König Stefan IV. Uros Dusan kurzzeitig die Herrschaft über Kassandria erlangen; nach seinem Tode 1355 und dem darauffolgenden Zerfall des Großserbischen Reiches fiel Kassandria wieder an das Byzantinische Reich zurück. 1389 eroberte das Osmanische Reich Thessaloniki und sein Hinterland einschließlich Kassandria. 1392 gelang die Rückeroberung durch das Byzantinische Reich, dessen Herrschaft nur noch ca. 30 Jahre währen sollte. 1423 fiel Kassandria mit der gesamten Halbinsel Kassandra und der Stadt Thessaloniki an Venedig, welches sowohl Thessaloniki als auch Kassandra gegen das Osmanische Reich verteidigen sollte. Mit dem Fall von Thessaloniki 1430 wurde auch die Halbinsel Kassandra und das Gebiet der heutigen Ortschaft Kassandria von osmanischen Truppen erobert und in das osmanische Reich einverleibt.
Die Neugründung von Kassandria erfolgte im 16. Jahrhundert unter dem Namen Valta. 1821 zogen sich die griechischen Aufständischen nach der Niederlage gegen die osmanische Armee vor Thessaloniki nach Kassandria zurück. Im November 1821 gelang der osmanischen Armee die Überschreitung des Kanals von Potidea und nachfolgend die Eroberung von Kassandria und anderen Ortschaften. Die Aufständischen und Bewohner flohen in Teilen nach Mittelgriechenland und auf die Sporaden. Der Ort wurde bei bzw. nach der Eroberung durch die osmanischen Truppen vollständig zerstört.
Mit der griechischen Kommunalverwaltungsreform Schedio Kapodistrias wurde 1997 die eigenständige Gemeinde Kassandria aufgelöst und als Gemeindebezirk der neu geschaffenen Gemeinde Kassandra neben anderen zuvor unabhängigen Gemeinden angeschlossen. Mit der Zusammenlegung der Gemeinden Kassandra und Pallini im Jahr 2010 wurde sie zu einer kommunalen Gemeinschaft (gr. dimotiki kinotita δημοτική κοινότητα) des Gemeindebezirks Kassandra. Dieser besteht aus fünf Ortschaften bzw. Siedlungen, darunter auch ein als Siedlung aufgeführtes Gefängnis (Einwohnerzahlen nach Volkszählung 2011):
- Ortsgemeinschaft Kassandria – Δ.κ. Κασσανδρείας – 3.075 Einwohner

- Kassandria – Κασσάνδρεια – 2.775 Einwohner
- Elani – Ελάνη – 31 Einwohner
- Sani – Σανή – 18 Einwohner
- Siviri – Σίβηρη – 251 Einwohner
- Gefängnis Xenofondos – Φυλακές Ξενοφώντος – 0 Einwohner

In der Siedlung Kassandria befinden sich ein Gesundheitszentrum, eine Filiale der griechischen Telefongesellschaft OTE, Banken, zwei Grundschulen, zwei Kindergärten, ein Gymnasium und zwei Lykia, von denen eines eine technische Ausrichtung hat.
Im Gebiet von Kassandria befindet sich das Feuchtgebiet Kypsas.
Nahe der Ortschaft Siviri befindet sich ein in den 1980er Jahren erbautes Amphitheater inmitten eines Pinienwaldes, welches antiken Vorbildern nachempfunden ist. In diesem Amphitheater finden Theater- und Musikdarbietungen vor allem in den Sommermonaten (Juni bis September) statt, darunter auch das Kulturfestival Kassandra.
Etwas nördlich der an der Westküste von Kassandra gelegenen Ortschaft Sani befindet sich ein Wachturm aus byzantinischer Zeit an der Spitze der Halbinsel Sani, der Turm Stavronikita. Er stellt ein Überbleibsel des ehemaligen Landwirtschaftsguts des Klosters Stavronikita auf Athos dar.
In der Ortschaft Kassandria finden sich noch Windmühlen aus dem 19. Jahrhundert.
Eine der größten Ferienanlagen befindet sich auf dem Gebiet des Gemeindebezirks Kassandria um das Kap und die Ortschaft Sani.
Die Fußballmannschaft von Kassandria spielt in der zweiten griechischen Fußballliga. Kassandria ist damit – bezogen auf die Einwohner – die kleinste in der zweiten Fußballliga Griechenlands vertretene Ortschaft. Die Mannschaft erreichte einmalig einen vierten Tabellenplatz.